# La Bonneville-sur-Iton
La Bonneville-sur-Iton és un municipi francès situat al departament de l'Eure i a la regió de Normandia. L'any 2007 tenia 2.305 habitants.

## Demografia

### Població
El 2007 la població de fet de La Bonneville-sur-Iton era de 2.305 persones. Hi havia 881 famílies, de les quals 213 eren unipersonals (68 homes vivint sols i 145 dones vivint soles), 232 parelles sense fills, 360 parelles amb fills i 76 famílies monoparentals amb fills.
La població ha evolucionat segons el següent gràfic:
Habitants censats

### Habitatges
El 2007 hi havia 930 habitatges, 897 eren l'habitatge principal de la família, 7 eren segones residències i 26 estaven desocupats. 787 eren cases i 138 eren apartaments. Dels 897 habitatges principals, 529 estaven ocupats pels seus propietaris, 357 estaven llogats i ocupats pels llogaters i 11 estaven cedits a títol gratuït; 19 tenien una cambra, 71 en tenien dues, 196 en tenien tres, 302 en tenien quatre i 309 en tenien cinc o més. 583 habitatges disposaven pel capbaix d'una plaça de pàrquing. A 396 habitatges hi havia un automòbil i a 417 n'hi havia dos o més.

### Piràmide de població
La piràmide de població per edats i sexe el 2009 era:
| Homes | Edats   | Dones |
| ----- | ------- | ----- |
| 0     | 95 o +  | 0     |
| 0     | 90 a 94 | 12    |
| 4     | 85 a 89 | 8     |
| 8     | 80 a 84 | 16    |
| 16    | 75 a 79 | 32    |
| 36    | 70 a 74 | 28    |
| 36    | 65 a 69 | 48    |
| 28    | 60 a 64 | 40    |
| 28    | 55 a 59 | 44    |
| 76    | 50 a 54 | 52    |
| 92    | 45 a 49 | 84    |
| 112   | 40 a 44 | 72    |
| 76    | 35 a 39 | 128   |
| 100   | 30 a 34 | 80    |
| 56    | 25 a 29 | 76    |
| 48    | 20 a 24 | 80    |
| 76    | 15 a 19 | 80    |
| 88    | 10 a 14 | 84    |
| 136   | 5 a 9   | 100   |
| 76    | 0 a 4   | 72    |

## Economia
El 2007 la població en edat de treballar era de 1.538 persones, 1.180 eren actives i 358 eren inactives. De les 1.180 persones actives 1.059 estaven ocupades (530 homes i 529 dones) i 121 estaven aturades (52 homes i 69 dones). De les 358 persones inactives 127 estaven jubilades, 132 estaven estudiant i 99 estaven classificades com a «altres inactius».

### Ingressos
El 2009 a La Bonneville-sur-Iton hi havia 909 unitats fiscals que integraven 2.334 persones, la mediana anual d'ingressos fiscals per persona era de 17.936 €.

### Activitats econòmiques
Dels 62 establiments que hi havia el 2007, 2 eren d'empreses extractives, 2 d'empreses alimentàries, 3 d'empreses de fabricació d'altres productes industrials, 12 d'empreses de construcció, 12 d'empreses de comerç i reparació d'automòbils, 3 d'empreses de transport, 4 d'empreses d'hostatgeria i restauració, 3 d'empreses immobiliàries, 6 d'empreses de serveis, 8 d'entitats de l'administració pública i 7 d'empreses classificades com a «altres activitats de serveis».
Dels 21 establiments de servei als particulars que hi havia el 2009, 1 era una oficina de correu, 1 funerària, 2 tallers de reparació d'automòbils i de material agrícola, 2 paletes, 1 guixaire pintor, 3 fusteries, 2 lampisteries, 1 electricista, 1 empresa de construcció, 3 perruqueries, 2 restaurants, 1 agència immobiliària i 1 saló de bellesa.
Dels 6 establiments comercials que hi havia el 2009, 2 eren botiges de menys de 120 m², 2 fleques, 1 una fleca i 1 una joieria.

## Equipaments sanitaris i escolars
El 2009 hi havia 1 farmàcia i 1 ambulància.
El 2009 hi havia 1 escola maternal i 1 escola elemental.

## Poblacions més properes
El següent diagrama mostra les poblacions més properes.